# Rüdnitz
Rüdnitz település Németországban, azon belül Brandenburgban. Lakosainak száma 2027 fő (2023. december 31.).

## Népesség
A település népességének változása:
| Lakosok száma | 1983 | 1972 | 2029 | 2039 | 2027 |
|               | 2017 | 2019 | 2021 | 2022 | 2023 |